# A-Yo (bài hát của Lady Gaga)
"A-Yo" là là một bài hát của ca sĩ-nhạc sĩ người Mỹ Lady Gaga thu âm cho album phòng thu thứ năm của cô, Joanne (2016).

## Bảng xếp hạng
| Bảng xếp hạng (2016)                   | Vị trí cao nhất |
| -------------------------------------- | --------------- |
| Canada (Canadian Hot 100)              | 55              |
| Cộng hòa Séc (Rádio Top 100)           | 93              |
| Cộng hòa Séc (Singles Digitál Top 100) | 56              |
| Pháp (SNEP)                            | 167             |
| Ireland (IRMA)                         | 67              |
| New Zealand Heatseekers (RMNZ)         | 3               |
| Bồ Đào Nha (AFP)                       | 92              |
| Scotland (OCC)                         | 55              |
| Slovakia (Singles Digitál Top 100)     | 58              |
| Thụy Sĩ (Schweizer Hitparade)          | 62              |
| Anh Quốc (OCC)                         | 66              |
| Hoa Kỳ Billboard Hot 100               | 66              |
| Venezuela English (Record Report)      | 42              |